# Sala IBK
Sala IBK, bildad 21 september 1979, var en innebandyklubb från Sala i Sala kommun i Sverige. Klubben var världens första innebandyklubb som spelade på "stor plan".
1999 slogs klubben samman med Silverstaden IBK och bildade Sala Silverstaden IBK .

## Historik
Sommaren 1978 hade Crister Gustafsson slutat gymnasieskolan, och funderade på att dra igång fritidsaktiviteter för föreningslös ungdom. På en fest hade han vunnit plastklubbor. I salas skolor hade innebandyutrustning funnits sedan 1976, och när hösten nalkades började Crister Gustafsson spela med plastklubbor och ihålig boll. De fick tid i en liten gymnastiksal, där de gick in och spelade med tremannalag. Hemma i hans lägenhet pratade de om att med stor plan, stora målburar samt målvakt skulle innebandy kunna bli en stor idrottsgren. I Sala idrottshall fick man fler tider. Gymnastikbänkar lades på högkant som sarg längsmed handbollsplanens 40x20 meter, och innebandyspelarna bröt sig ur ungdomsföreningen och bildade egen klubb. De kallade sporten "elitinnebandy" för att skilja den från motionsvarianten på liten plan. Sala IBK bildades den 21 september 1979, och i första matchen, två dagar senare, fick man stryk med 2-9 mot Salapolisen. Efter träningsmatcher och mindre turneringar medverkade man i Västmannakampen, där åtta lag deltog våren 1980, och Alfagården från Fagersta vann.
1999 gick klubben samman med Silverstaden IBF, bildad 1989.

### Fotnoter
1. ↑  ”International Floorball Federation”. Arkiverad från originalet den 14 november 2010. https://web.archive.org/web/20101114115503/http://www.innebandy.se/sv/StatistikHistorik/Innebandyns-fodelse/. Läst 22 augusti 2011.
2. 1 2  Fasth, Michael, Olsson, Persson. Innebandyboken. Tiden
3. ↑   Sala Silverstaden IBK - Föreningen Arkiverad 30 april 2009 hämtat från the Wayback Machine.
4. ↑  Niclas Bergwall (23 september 2011). ”I dag är det 32 år sedan Sala IBK spelade sin första match” (på svenska). Sala Allehanda. https://www.salaallehanda.com/artikel/i-dag-ar-det-32-ar-sedan-sala-ibk-spelade-sin-forsta-match. Läst 3 juli 2024.
5. ↑  ”Jubileumsfest”. http://www.svenskalag.se/teamdata/files/3061/jubileum.hemsida.pdf?v=2011-08-22%2020:36:42. Läst 22 augusti 2011.